# Llista de topònims de la Tallada d'Empordà
Llista de topònims (noms propis de lloc) del municipi de la Tallada d'Empordà, al Baix Empordà
Informació actualitzada per un bot. Els canvis manuals es perdran quan s'actualitzi!

## cabana
| imatge | Nom                 | Ubicat a             | instància de | Detalls | coordenades                                                         | Protecció | Commons (més fotos) | Dades a WD                    |
| ------ | ------------------- | -------------------- | ------------ | ------- | ------------------------------------------------------------------- | --------- | ------------------- | ----------------------------- |
|        | Cabanya d'en Seguer | la Tallada d'Empordà | cabana       |         | 42° 05′ 11″ N, 3° 03′ 21″ E / 42.0862946196417°N,3.05587285626653°E |           |                     | Modifica les dades a Wikidata |
|        | corral d'en Pereta  | la Tallada d'Empordà | cabana       |         | 42° 05′ 19″ N, 3° 03′ 46″ E / 42.088506702007°N,3.06269440015358°E  |           |                     | Modifica les dades a Wikidata |
|        | la Garita           | la Tallada d'Empordà | cabana       |         | 42° 03′ 13″ N, 3° 04′ 36″ E / 42.0535167666216°N,3.07665424017199°E |           |                     | Modifica les dades a Wikidata |

## entitat singular de població
| imatge | Nom                  | Ubicat a             | instància de                                                                   | Detalls | coordenades                                                      | Protecció | Commons (més fotos)        | Dades a WD                    |
| ------ | -------------------- | -------------------- | ------------------------------------------------------------------------------ | ------- | ---------------------------------------------------------------- | --------- | -------------------------- | ----------------------------- |
|        | Canet de la Tallada  | la Tallada d'Empordà | entitat singular de població ens local històric de Catalunya                   | 37 hab  | 42° 03′ 08″ N, 3° 03′ 59″ E / 42.0522275°N,3.06629444°E 13 msnm  |           | Canet de la Tallada        | Modifica les dades a Wikidata |
|        | Marenyà              | la Tallada d'Empordà | entitat singular de població ens local històric de Catalunya                   | 38 hab  | 42° 05′ 30″ N, 3° 02′ 52″ E / 42.09153333°N,3.047675°E 51 msnm   |           | Maranyà                    | Modifica les dades a Wikidata |
|        | Tor                  | la Tallada d'Empordà | entitat singular de població ens local històric de Catalunya                   | 134 hab | 42° 05′ 20″ N, 3° 04′ 01″ E / 42.08894167°N,3.06685278°E 19 msnm |           | Tor (La Tallada d'Empordà) | Modifica les dades a Wikidata |
|        | la Tallada d'Empordà | la Tallada d'Empordà | entitat singular de població ens local històric de Catalunya capital municipal | 267 hab | 42° 04′ 48″ N, 3° 03′ 19″ E / 42.080071°N,3.055326°E 19 msnm     |           |                            | Modifica les dades a Wikidata |

## església
| imatge | Nom                           | Ubicat a             | instància de | Detalls                                   | coordenades                                                                                   | Protecció                                            | Commons (més fotos)              | Dades a WD                    |
| ------ | ----------------------------- | -------------------- | ------------ | ----------------------------------------- | --------------------------------------------------------------------------------------------- | ---------------------------------------------------- | -------------------------------- | ----------------------------- |
|        | Sant Climent de Tor           | la Tallada d'Empordà | església     | Estil: arquitectura romànica              | 42° 05′ 21″ N, 3° 04′ 00″ E / 42.0891°N,3.06679°E                                             | bé cultural d'interès local                          | Església de Sant Climent de Tor  | Modifica les dades a Wikidata |
|        | Sant Esteve de Maranyà        | la Tallada d'Empordà | església     | Estil: arquitectura romànica              | 42° 05′ 31″ N, 3° 02′ 47″ E / 42.09194444°N,3.04638889°E                                      | bé cultural d'interès local                          | Sant Esteve de Maranyà           | Modifica les dades a Wikidata |
|        | Sant Mateu de Canet de Verges | la Tallada d'Empordà | església     | Estil: arquitectura popular               | 42° 03′ 11″ N, 3° 04′ 05″ E / 42.053°N,3.06818°E                                              | bé cultural d'interès local                          | Sant Mateu (Canet de la Tallada) | Modifica les dades a Wikidata |
|        | Santa Maria de la Tallada     | la Tallada d'Empordà | església     | Estil: arquitectura romànica 12nd century | 42° 04′ 48″ N, 3° 03′ 21″ E / 42.080038°N,3.055815°E ca:Plaça del Castell, la Tallada 18 msnm | bé d'interès cultural bé cultural d'interès nacional | Santa Maria de la Tallada        | Modifica les dades a Wikidata |

## granja
| imatge | Nom                  | Ubicat a             | instància de | Detalls | coordenades                                                         | Protecció | Commons (més fotos) | Dades a WD                    |
| ------ | -------------------- | -------------------- | ------------ | ------- | ------------------------------------------------------------------- | --------- | ------------------- | ----------------------------- |
|        | Granges de la Guba   | la Tallada d'Empordà | granja       |         | 42° 05′ 38″ N, 3° 03′ 11″ E / 42.0940236194456°N,3.05291696655498°E |           |                     | Modifica les dades a Wikidata |
|        | Granja Joaquim Roure | la Tallada d'Empordà | granja       |         | 42° 05′ 32″ N, 3° 03′ 08″ E / 42.0923306824381°N,3.05228676387668°E |           |                     | Modifica les dades a Wikidata |

## masia
| imatge | Nom               | Ubicat a             | instància de | Detalls | coordenades                                                         | Protecció | Commons (més fotos) | Dades a WD                    |
| ------ | ----------------- | -------------------- | ------------ | ------- | ------------------------------------------------------------------- | --------- | ------------------- | ----------------------------- |
|        | Ca l'Ametller     | la Tallada d'Empordà | masia        |         | 42° 03′ 29″ N, 3° 03′ 58″ E / 42.0581617481332°N,3.06604855001376°E |           |                     | Modifica les dades a Wikidata |
|        | Ca l'Hereu        | la Tallada d'Empordà | masia        |         | 42° 05′ 26″ N, 3° 04′ 04″ E / 42.090503269936°N,3.06776286111204°E  |           |                     | Modifica les dades a Wikidata |
|        | Ca l'Hortós       | la Tallada d'Empordà | masia        |         | 42° 04′ 54″ N, 3° 03′ 25″ E / 42.0816466606059°N,3.05706570739377°E |           |                     | Modifica les dades a Wikidata |
|        | Cal Bosser Roure  | la Tallada d'Empordà | masia        |         | 42° 05′ 28″ N, 3° 02′ 54″ E / 42.0911255575082°N,3.04829541681707°E |           |                     | Modifica les dades a Wikidata |
|        | Cal Francès       | la Tallada d'Empordà | masia        |         | 42° 05′ 19″ N, 3° 04′ 04″ E / 42.0885127860523°N,3.0678332916547°E  |           |                     | Modifica les dades a Wikidata |
|        | Cal Pastor        | la Tallada d'Empordà | masia        |         | 42° 05′ 12″ N, 3° 03′ 18″ E / 42.0865562236834°N,3.05501461600805°E |           |                     | Modifica les dades a Wikidata |
|        | Cal Rapet         | la Tallada d'Empordà | masia        |         | 42° 04′ 56″ N, 3° 03′ 31″ E / 42.08233030923°N,3.05874687467973°E   |           |                     | Modifica les dades a Wikidata |
|        | Cal Ros           | la Tallada d'Empordà | masia        |         | 42° 04′ 58″ N, 3° 03′ 39″ E / 42.0827074874298°N,3.06085095102279°E |           |                     | Modifica les dades a Wikidata |
|        | Cal Senat         | la Tallada d'Empordà | masia        |         | 42° 04′ 56″ N, 3° 03′ 06″ E / 42.0821175876756°N,3.05160132222386°E |           |                     | Modifica les dades a Wikidata |
|        | Can Bou           | la Tallada d'Empordà | masia        |         | 42° 05′ 00″ N, 3° 03′ 42″ E / 42.083256511907°N,3.06155272447345°E  |           |                     | Modifica les dades a Wikidata |
|        | Can Coll Lledó    | la Tallada d'Empordà | masia        |         | 42° 05′ 27″ N, 3° 03′ 59″ E / 42.0907922842219°N,3.06638468890836°E |           |                     | Modifica les dades a Wikidata |
|        | Can Cullelldemont | la Tallada d'Empordà | masia        |         | 42° 05′ 33″ N, 3° 04′ 03″ E / 42.0925749043477°N,3.06753531306734°E |           |                     | Modifica les dades a Wikidata |
|        | Can Gasull        | la Tallada d'Empordà | masia        |         | 42° 05′ 42″ N, 3° 03′ 55″ E / 42.0949720005839°N,3.06517977533257°E |           |                     | Modifica les dades a Wikidata |
|        | Can Gifreu        | la Tallada d'Empordà | masia        |         | 42° 05′ 22″ N, 3° 03′ 55″ E / 42.0894689501644°N,3.06529505819931°E |           |                     | Modifica les dades a Wikidata |
|        | Can Guàrdia       | la Tallada d'Empordà | masia        |         | 42° 03′ 15″ N, 3° 04′ 06″ E / 42.0542785708301°N,3.06834067650633°E |           |                     | Modifica les dades a Wikidata |
|        | Can Mariano       | la Tallada d'Empordà | masia        |         | 42° 03′ 03″ N, 3° 04′ 03″ E / 42.0507664843805°N,3.06752726137272°E |           |                     | Modifica les dades a Wikidata |
|        | Can Mariano Nou   | la Tallada d'Empordà | masia        |         | 42° 05′ 31″ N, 3° 04′ 03″ E / 42.0919174001905°N,3.06758298414268°E |           |                     | Modifica les dades a Wikidata |
|        | Can Martínez      | la Tallada d'Empordà | masia        |         | 42° 05′ 35″ N, 3° 04′ 22″ E / 42.0931752012987°N,3.07267521169653°E |           |                     | Modifica les dades a Wikidata |
|        | Can Mascaró       | la Tallada d'Empordà | masia        |         | 42° 05′ 31″ N, 3° 02′ 55″ E / 42.0920621540314°N,3.04848960203306°E |           |                     | Modifica les dades a Wikidata |
|        | Can Màrius        | la Tallada d'Empordà | masia        |         | 42° 05′ 03″ N, 3° 03′ 16″ E / 42.0840526508543°N,3.05450464586813°E |           |                     | Modifica les dades a Wikidata |
|        | Can Pol           | la Tallada d'Empordà | masia        |         | 42° 03′ 12″ N, 3° 04′ 03″ E / 42.0534413886649°N,3.06761468857459°E |           |                     | Modifica les dades a Wikidata |
|        | Can Ponç          | la Tallada d'Empordà | masia        |         | 42° 04′ 54″ N, 3° 03′ 32″ E / 42.081582717362°N,3.05884290651012°E  |           |                     | Modifica les dades a Wikidata |
|        | Can Quintana      | la Tallada d'Empordà | masia        |         | 42° 04′ 40″ N, 3° 03′ 12″ E / 42.0778746617044°N,3.05344757458878°E |           |                     | Modifica les dades a Wikidata |
|        | Can Rajoler       | la Tallada d'Empordà | masia        |         | 42° 04′ 44″ N, 3° 03′ 08″ E / 42.0788119205897°N,3.05219103707659°E |           |                     | Modifica les dades a Wikidata |
|        | Can Resta         | la Tallada d'Empordà | masia        |         | 42° 05′ 22″ N, 3° 04′ 01″ E / 42.089377951621°N,3.06691524726392°E  |           |                     | Modifica les dades a Wikidata |
|        | Can Riquer        | la Tallada d'Empordà | masia        |         | 42° 03′ 08″ N, 3° 03′ 58″ E / 42.0523164463315°N,3.06610291700278°E |           |                     | Modifica les dades a Wikidata |
|        | Can Saladrigues   | la Tallada d'Empordà | masia        |         | 42° 03′ 13″ N, 3° 04′ 05″ E / 42.0536752738766°N,3.06809833205189°E |           |                     | Modifica les dades a Wikidata |
|        | Can Verds         | la Tallada d'Empordà | masia        |         | 42° 05′ 29″ N, 3° 02′ 46″ E / 42.091279621938°N,3.04597386562121°E  |           |                     | Modifica les dades a Wikidata |
|        | Can Xico Macià    | la Tallada d'Empordà | masia        |         | 42° 04′ 47″ N, 3° 03′ 07″ E / 42.0797847255755°N,3.05197421713218°E |           |                     | Modifica les dades a Wikidata |
|        | Casa de l'Abadal  | la Tallada d'Empordà | masia        |         | 42° 05′ 21″ N, 3° 04′ 06″ E / 42.0892599899998°N,3.06840239465981°E |           |                     | Modifica les dades a Wikidata |
|        | Mas Badia         | la Tallada d'Empordà | masia        |         | 42° 03′ 16″ N, 3° 03′ 43″ E / 42.0543813238924°N,3.0618511313363°E  |           |                     | Modifica les dades a Wikidata |
|        | Mas Batlle        | la Tallada d'Empordà | masia        |         | 42° 02′ 13″ N, 3° 03′ 59″ E / 42.0369330557118°N,3.06631652529038°E |           |                     | Modifica les dades a Wikidata |
|        | Mas Boratell      | la Tallada d'Empordà | masia        |         | 42° 04′ 52″ N, 3° 03′ 20″ E / 42.0810979566182°N,3.05565067548363°E |           |                     | Modifica les dades a Wikidata |
|        | Mas Candal        | la Tallada d'Empordà | masia        |         | 42° 03′ 38″ N, 3° 04′ 52″ E / 42.0606108096057°N,3.08121926912675°E |           |                     | Modifica les dades a Wikidata |
|        | Mas Costei        | la Tallada d'Empordà | masia        |         | 42° 05′ 31″ N, 3° 02′ 48″ E / 42.0918287267457°N,3.04669978967452°E |           |                     | Modifica les dades a Wikidata |
|        | Mas Duran         | la Tallada d'Empordà | masia        |         | 42° 04′ 09″ N, 3° 04′ 40″ E / 42.0693045067518°N,3.07780948910567°E |           |                     | Modifica les dades a Wikidata |
|        | Mas Muntada       | la Tallada d'Empordà | masia        |         | 42° 05′ 31″ N, 3° 02′ 50″ E / 42.0920626735382°N,3.04724410892959°E |           |                     | Modifica les dades a Wikidata |
|        | Mas Palomeres     | la Tallada d'Empordà | masia        |         | 42° 02′ 56″ N, 3° 04′ 23″ E / 42.0490067342253°N,3.07318070977911°E |           |                     | Modifica les dades a Wikidata |
|        | Mas Roensa        | la Tallada d'Empordà | masia        |         | 42° 03′ 12″ N, 3° 04′ 08″ E / 42.0534406050996°N,3.06893193539236°E |           |                     | Modifica les dades a Wikidata |
|        | Mas Tomàs         | la Tallada d'Empordà | masia        |         | 42° 05′ 44″ N, 3° 03′ 56″ E / 42.0956112977115°N,3.06547065817971°E |           |                     | Modifica les dades a Wikidata |
|        | Mas Torres        | la Tallada d'Empordà | masia        |         | 42° 05′ 43″ N, 3° 04′ 01″ E / 42.0954033390798°N,3.06687320956499°E |           |                     | Modifica les dades a Wikidata |
|        | Mas Vinyes        | la Tallada d'Empordà | masia        |         | 42° 04′ 11″ N, 3° 04′ 39″ E / 42.0698271727034°N,3.07738704921796°E |           |                     | Modifica les dades a Wikidata |
|        | Mas d'en Mac      | la Tallada d'Empordà | masia        |         | 42° 02′ 36″ N, 3° 04′ 31″ E / 42.0432501808969°N,3.07525236407328°E |           |                     | Modifica les dades a Wikidata |
|        | Mas de les Heures | la Tallada d'Empordà | masia        |         | 42° 03′ 57″ N, 3° 04′ 59″ E / 42.0658784365557°N,3.08291819066318°E |           |                     | Modifica les dades a Wikidata |
|        | la Casa Blava     | la Tallada d'Empordà | masia        |         | 42° 05′ 50″ N, 3° 03′ 59″ E / 42.0972319764322°N,3.06633093889496°E |           |                     | Modifica les dades a Wikidata |
|        | la Marrera        | la Tallada d'Empordà | masia        |         | 42° 05′ 27″ N, 3° 03′ 33″ E / 42.0907601695703°N,3.05923832940767°E |           |                     | Modifica les dades a Wikidata |

## serra
| imatge | Nom                     | Ubicat a                        | instància de | Detalls | coordenades                                                         | Protecció | Commons (més fotos) | Dades a WD                    |
| ------ | ----------------------- | ------------------------------- | ------------ | ------- | ------------------------------------------------------------------- | --------- | ------------------- | ----------------------------- |
|        | muntanya de Sant Grau   | Albons la Tallada d'Empordà     | serra        |         | 42° 06′ 12″ N, 3° 03′ 11″ E / 42.10330556°N,3.052925°E 157.6 msnm   |           |                     | Modifica les dades a Wikidata |
|        | muntanyeta del Castellà | Garrigoles la Tallada d'Empordà | serra        |         | 42° 06′ 21″ N, 3° 02′ 22″ E / 42.10578333°N,3.03946944°E 124.2 msnm |           |                     | Modifica les dades a Wikidata |

## Misc
| imatge | Nom                                       | Ubicat a                                                                | instància de               | Detalls                                                              | coordenades                                                                                             | Protecció                                            | Commons (més fotos)                   | Dades a WD                    |
| ------ | ----------------------------------------- | ----------------------------------------------------------------------- | -------------------------- | -------------------------------------------------------------------- | --- | ---------------------------------------------------- | ------------------------------------- | ----------------------------- |
|        | Can Güell                                 | la Tallada d'Empordà                                                    | edifici masia              |                                                                      | 42° 05′ 35″ N, 3° 03′ 56″ E / 42.092963362082°N,3.06550421194575°E                                      |                                                      |                                       | Modifica les dades a Wikidata |
|        | Illa i resclosa de Canet                  | la Tallada d'Empordà                                                    | zona humida                | Superfície: 14.45ha                                                  | 42° 02′ 33″ N, 3° 04′ 11″ E / 42.0426°N,3.0696°E 8 msnm                                                 |                                                      |                                       | Modifica les dades a Wikidata |
|        | Rec del Molí                              | Colomers Jafre Verges la Tallada d'Empordà Bellcaire d'Empordà l'Escala | canal de reg               |                                                                      | 42° 04′ 57″ N, 2° 59′ 20″ E / 42.0826°N,2.98899°E                                                       |                                                      | Rec del Molí (marge esquerre del Ter) | Modifica les dades a Wikidata |
|        | Ter                                       | Ripollès Osona Selva Gironès Baix Empordà                               | curs d'aigua riu principal | Desemboca: mar Mediterrània Llarg: 208km Conca: 3010km²              | 42° 25′ 40″ N, 2° 15′ 24″ E / 42.427778°N,2.256667°E 42° 01′ 24″ N, 3° 11′ 31″ E / 42.02347°N,3.19187°E |                                                      | Ter River                             | Modifica les dades a Wikidata |
|        | casa consistorial de la Tallada d'Empordà | la Tallada d'Empordà                                                    | casa consistorial          |                                                                      | 42° 04′ 45″ N, 3° 03′ 22″ E / 42.0791749°N,3.0560881°E                                                  |                                                      |                                       | Modifica les dades a Wikidata |
|        | castell de la Tallada                     | la Tallada d'Empordà                                                    | castell                    | Estil: arquitectura romànica 14th century                            | 42° 04′ 49″ N, 3° 03′ 19″ E / 42.08027778°N,3.05527778°E ca:Carrer del Castell, la Tallada 15 msnm      | bé d'interès cultural bé cultural d'interès nacional | Castell de la Tallada                 | Modifica les dades a Wikidata |
|        | cementiri de la Tallada d'Empordà         | la Tallada d'Empordà                                                    | cementiri                  |                                                                      | 42° 05′ 04″ N, 3° 03′ 35″ E / 42.0843202786742°N,3.05966760358247°E                                     |                                                      |                                       | Modifica les dades a Wikidata |
|        | plaça de l'1 d'octubre de 2017            | la Tallada d'Empordà                                                    | plaça                      | Anomenat per: referèndum sobre la independència de Catalunya de 2017 | |                                                      |                                       | Modifica les dades a Wikidata |